# Levangers kommun
Levangers kommun (norska: Levanger kommune) är en kommun i Trøndelag fylke i mellersta Norge. Kommunen är medlem i Cittaslow. Staden Levanger utgör kommunens centralort.

## Historia
Levanger var ursprungligen en gård på ett näs vid Levangerälvens utlopp i Skogns pastorat (norska: prestegjeld). Levangers pastorat blev självständigt från Skogn år 1846. Levanger delades senare i stadskommunen (köpstaden) Levanger och landskommunen Levanger landsogn (senare Frols kommun).
1962 sammanslogs staden med landskommunerna Skogn, Frol och Åsen. Levanger miste då sin stadsstatus. 1964 inkorporerades Ytterøy kommun i Levangers kommun. 1997 blev orten Levanger åter stad. Kommunen har cirka 20 344 invånare (2023) invånare, av vilka drygt hälften bor inom före detta Skogns kommuns område.
Kommunen ingick 2004, tillsammans med Verdals kommun, i samarbetsprojektet "Innherred samkommune". På sikt kommer dessa och möjligen andra kommuner att slås ihop.

## Näringar
Viktiga näringar är naturbruk (jord- och skogsbruk), administration, turism, utbildning, industri (bland annat papper). Nord universitet (tidigare Högskolan i Nord-Trøndelag) har en avdelning på Røstad (i dåvarande Frols kommun), strax norr om tätorten Levanger.
Den viktigaste arbetsplatsen är Norske Skogs pappersbruk på Fiborgtangen i Skogn. I Skogn finns även en folkhögskola.

## Tätorter
I Levangers kommun finns fem tätorter:
- Ekne
- Levanger (centralort)
- Mule
- Skogn
- Åsen

Orten Eidsbotn har tidigare räknats som en tätort men uppfyller inte längre kriterierna, medan orterna Momarka och Neset numera räknas som delar av tätorten Levanger.

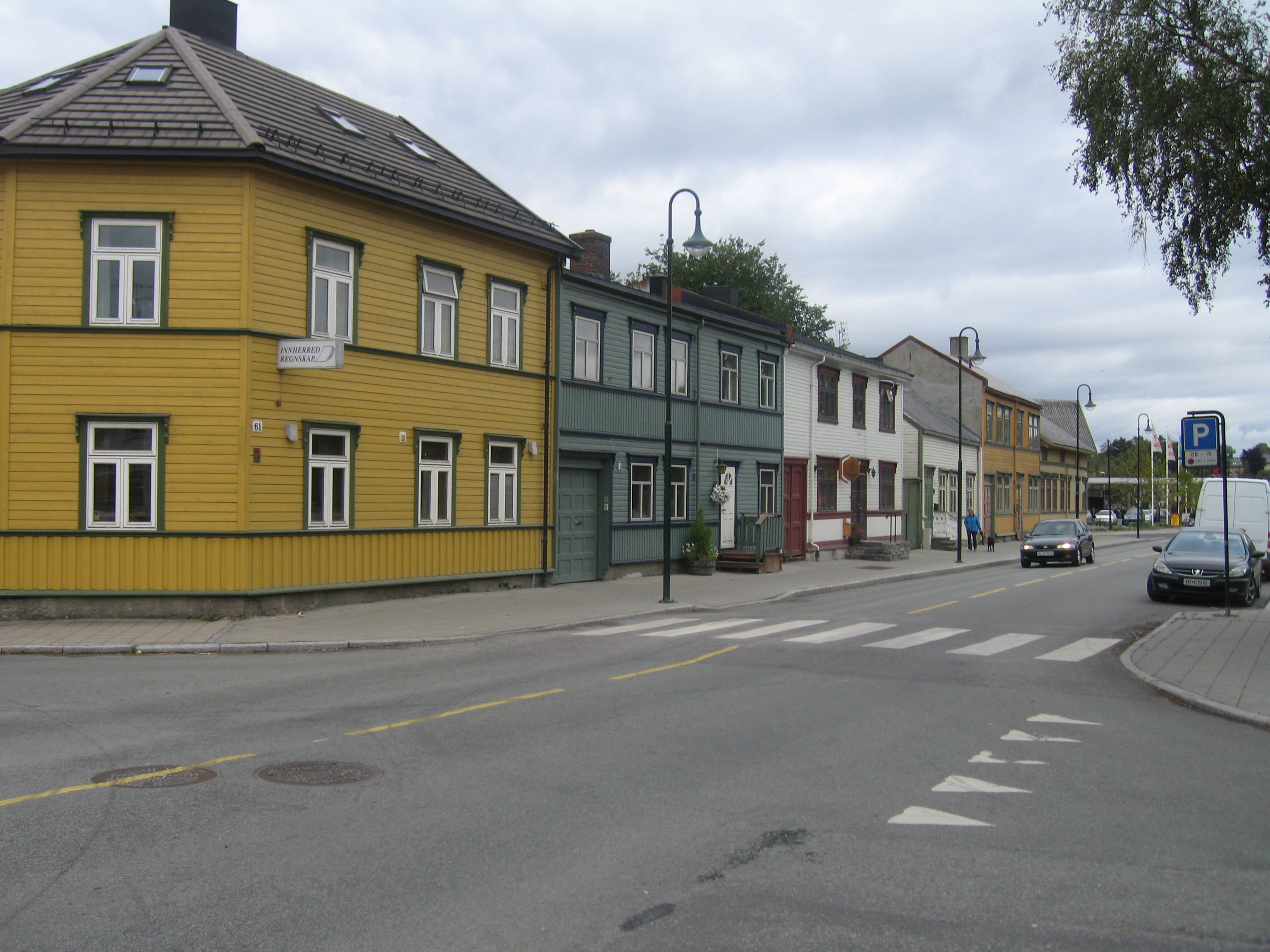
Kirkegata (Kyrkgatan) i Levanger.

## Socknar
Inom Norska kyrkan är Levangers kommun indelad i sju socknar:
- Alstadhaugs socken
- Ekne socken
- Levangers socken
- Markabygds socken
- Okkenhaugs socken
- Ytterøy socken
- Åsens socken

Socknarna ingår i Stiklestads prosteri i Nidaros stift.